# アオテアロア
アオテアロア（Aotearoa, マオリ語: [aɔˈtɛaɾɔa]; 英語話者の一般的な発音[ˌaʊtɛəˈroʊ.ə] ( 音声ファイル)）は、ニュージーランドのマオリ語での名称である。もともとはマオリの人々が北島のみを指して使っていたが、19世紀後半以降、この言葉は国全体を指すようになった。原義には諸説あり、通説では「長く白い雲」を意味する。これは、ポリネシア人が初めてニュージーランドを見つけた際の雲の形を表している。 
20世紀後半から、「アオテアロア」は、国の組織や機関のバイリンガルでの名称として広まりつつある。1990年代以降、ニュージーランドの国歌「神よニュージーランドを守り給え」（または「アオテアロア」）をマオリ語と英語の両方で歌うのが慣習であり、名前をより多くの聴衆に広めている。

## 語源
Aotearoa の本来の意味は知られていない。単語は ao「雲、夜明け、昼間、世界」、tea 「白、透明、明るい」、roa「長い」と分割できる。あるいは Aotea-roa として分解することもでき、その場合はAotea = ニュージーランドに移住するカヌーのワカ、roa「長い」となる。一般的な訳は「長く白い雲の土地」である。または、ポリネシア北部で見られる短い日と比較した場合の、ニュージーランドの日光の長さと質を指す「長い明るい世界」や「安定した日の土地」と訳すこともできる。 
いくつかの伝統的な物語では、アオテアロアは探検家クペのカヌーの名前で、彼はそれにちなんで土地に名前を付けた。クペの妻（一部のバージョンでは、彼の娘）は地平線を見て "He ao! He ao!"（「雲！雲！」）と呼んだ。他の説では、カヌーは昼間は長く白い雲に、夜は長く明るい雲に導かれていたという。到着した途端、クペの乗組員には長い雲が垂れ下がってきた。雲はクペの注意を引き、彼は「確かにこの地点は大地である」と言った。雲が彼らを迎えたので、クペはその土地をアオテアロアと名付けた。最初に発見された土地は、それに応じて Aotea（雲）と名付けられ、現在は Great Barrier Island となっている。アオテアの先にもっと大きな陸地が見つかったとき、それは Aotea-roa アオテアロア（長い Aotea）と呼ばれた。

## 使用法
マオリがいつ彼らの口頭伝承に名前を取り入れ始めたかは知られていない。1845年から、ニュージーランド総督のジョージ・グレイは、マオリの伝説や歴史に関する情報を収集するために数年を費やした。彼はそれを英語に翻訳し、1855年に "Polynesian Mythology And Ancient Traditional History Of The New Zealand Race"『ポリネシア神話とニュージーランド人種の古代伝統史』という本を出版した。文化の英雄であるマーウイ(Māui)への言及では、マオリ語のグレイによる翻訳は次のように読まれた。 
 このようにして私たちが話したマウイは死んだ。しかし死ぬ前に彼は子供を持ち、息子が生まれた；彼の子孫には、まだハワイキに住んでいる者や、アオテアロア（や、これらの島）に住む者もいる；彼の子孫の大部分はハワイキに残ったが、数人がここアオテアロアにやってきた。 
「アオテアロア」を使用して国全体を指すのは、植民地時代以後の習慣である。ヨーロッパ人との接触期間以前は、マオリはニュージーランド列島全体で一般的に使われる名前を持っていなかった。1890年代後半には、この名前は北島のみに言及して使用されていた。この使用例は、1893年2月8日に発行されたマオリ語の新聞 Huia Tangata Kotahi の創刊号に掲載された。第一面には、「これは、北島と南島のマオリのための出版物である」という意味の "He perehi tenei mo nga iwi Maori, katoa, o Aotearoa, mete Waipounamu"という献辞を掲げた。 
欧州の入植者による、ニュージーランドという名前（Nova Zeelandia ノヴァ・ゼーランディアの英語化）の採択後は、全体として国を示すためにマオリが使用する一つの名前は「ニュージーランド」に発音が似た Niu Tireniだった 。 
その言葉の拡大された意味は19世紀後半に広まった。先住民土地裁判所判事トーマス・ヘンリー・スミスは、1878年に「神よニュージーランドを守り給え」を翻訳した際、アオテアロアをニュージーランドの名前として使用した。この翻訳は現在、マオリ語で国歌が歌われる際に広く用いられている。また、ウィリアム・ペンバー・リーブスは1898年に出版したニュージーランドの歴史書『The Long White Cloud Ao-tea-roa』の中でニュージーランドにアオテアロアという言葉を使用している。 

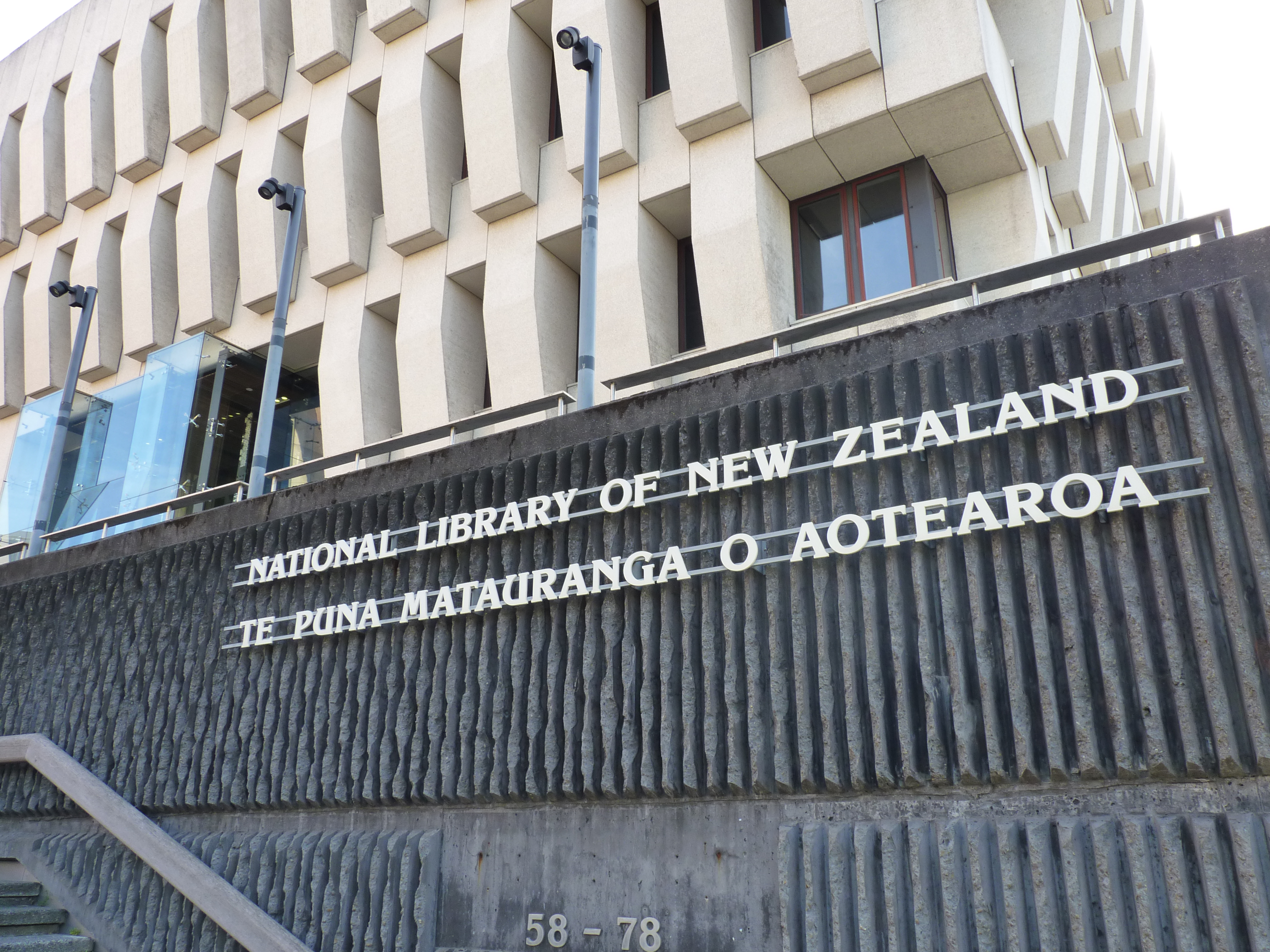
ニュージーランド国立図書館の外にある二言語表示の標識は、ニュージーランドと一緒に「アオテアロア」を使用している。

20世紀以来、「アオテアロア」は、ニュージーランド国立図書館（Te Puna Mātauranga o Aotearoa、テ・プナ・マータウランガ・オ・アオテアロア）など、各国の組織のバイリンガル名に広まっている。
2015年、マオリ語週間を祝うため、クリケットのニュージーランド代表チームであるブラックキャップスは、ジンバブエとの最初の試合で「アオテアロア」という名前でプレーした。

## 2018年の請願
2018年に、ニュージーランドの公式名が「アオテアロア」を含むように変更すべきかどうかについての国民投票のために、ダニー・タハウ・ジョベによって請願が開始された。請願書は、2019年2月28日に終了するまでに6,310の署名が書かれた。請願書は、2019年5月1日にアオテアロア・ニュージーランド緑の党共同党首であるマラマ・デヴィッドソン(Marama Davidson)によってニュージーランド議会に提出され、提出および検討のために議会のガバナンス・管理選択委員会に付託された。 

## 音楽
- 「アオテアロア」は1940年にダグラス・リルバーンによって作曲された序曲である
- 「The Land of the Long White Cloud 'Aotearoa'」は、1979年にフィリップ・スパークによって作曲された、ブラスバンドまたはウィンドバンド用の作品である。
- 「アオテアロア」という名前は、ニュージーランドのバンド Split Enz が彼らの歌「リーキー・ボートの6ヶ月」の歌詞で使用したときに、いくつかの著名を得た （1982）
- 「Aotearoa/Land of the Long White Cloud」は、ニュージーランドの歌手ジェニー・モリスの1989年の独創的なアルバム Shiver の歌の名前だった
- Two Aotearoa Sketches for Bassoon and Piano (2004) は、ファゴット奏者 Michael Burns が作曲した2つの作品である。
- ニュージーランドの電子バンドである Minuit は、2009年のアルバム Find Me Before I Die A Lonely Death.com で「Aotearoa」という曲をリリースした。
- 「アオテアロア」は、スタン・ウォーカーがリリースした2014年の曲で、リア・ホール、トロイ・キンギ、メイジー・リカをフィーチャーしている
- 「Millenium-Aotearoa Mix」は、1994年に英国のポストパンク/インダストリアルバンドキリング・ジョークによってリリースされた曲である。

## ノート
1. ↑  There are several other explanations of the origin of the word Aotearoa, of varying plausibility. Those that apply more to the South Island, relating to high snowy mountain ranges, or to the long Southern twilight, must be regarded with suspicion, given that Māori only used Aotearoa to refer to the North Island. One explanation derives the name from seafaring. The first sign of land from a boat is often cloud in the sky above the island. The North Island's mountain ranges sometimes generate standing waves of long lenticular clouds. Another explanation relates to the mountains of the North Island Volcanic Plateau. In some years, the mountains are snow-capped for limited periods. The supposition here is that Polynesian travellers, unused to snow, might well have seen these snowy peaks as a long white cloud. A third hypothesis surmises that Polynesian seafarers came from the tropics where night comes rapidly, with little twilight. New Zealand, in temperate latitudes, would have provided long periods of evening twilight, and also long summer days. Thus Aotearoa, would then translate as "long light sky”.
2. ↑  The spelling varies, for example, the variant Nu Tirani appears in the Māori version of the Declaration of Independence of New Zealand and the Treaty of Waitangi. Whatever the spelling, this name is now rarely used as Māori no longer favour the use of transliterations from English.
3. ↑  The long White Cloud Ao-tea-roa can be viewed online at Project Gutenberg.

## 参照資料
1. 1 2  McLintock, A. H., ed. (1966). "Aotearoa". An Encyclopaedia of New Zealand. Te Araより2020年7月19日閲覧。
2. 1 2  “God Defend New Zealand/Aotearoa | Ministry for Culture and Heritage” (英語). mch.govt.nz.  Ministry for Culture and Heritage. 2017年4月29日閲覧。
3. ↑  Grey. “Polynesian Mythology and Ancient Traditional History of the New Zealand Race”.   New Zealand Texts Collection, Victoria University Of Wellington. 2013年4月27日閲覧。
4. ↑  “Huia Tangata Kotahi”.   New Zealand Digital Library, University of Waikato.. 2019年4月7日閲覧。
5. ↑  “History of God Defend New Zealand”.   Ministry for Culture and Heritage. (2011年10月27日). 2012年9月26日閲覧。
6. ↑  “National Library of New Zealand (Te Puna Mātauranga o Aotearoa) Act 2003”. legislation.govt.n.   Parliamentary Counsel Office (2003年5月5日). 2018年12月5日閲覧。
7. ↑  “New Zealand to play as Aotearoa”. ESPNCricinfo. 2015年7月27日閲覧。
8. ↑  “Petition for referendum to include Aotearoa in official name of New Zealand”. Stuff.co.nz. (2019年2月1日) 2019年5月5日閲覧。
9. 1 2 3  “Petition of Danny Tahau Jobe - Referendum to include Aotearoa in the official name of New Zealand”.  New Zealand Parliament (2018年5月23日). 2019年4月20日閲覧。